# Hasst er mich, mag er mich, liebt er mich, Hochzeit

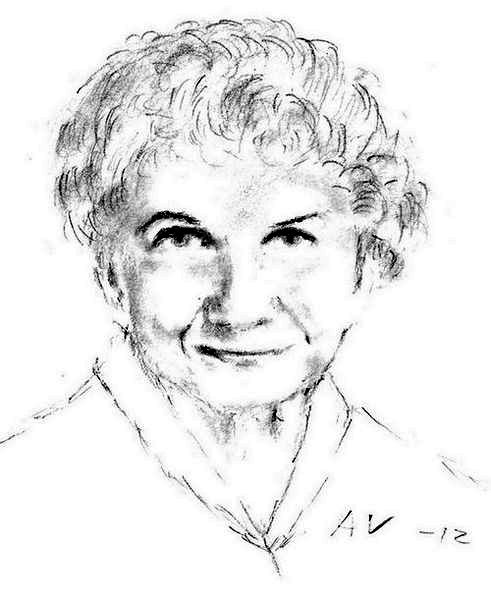
Alice Munro, Nobelpreis für Literatur 2013

Hasst er mich, mag er mich, liebt er mich, Hochzeit (im Original Hateship, Friendship, Courtship, Loveship, Marriage, 2001) ist eine Short Story von Alice Munro. Sie zählt zu den meist publizierten Werken der Autorin. Das Werk ist in der gleichnamigen Sammlung von 2001 in englischer Sprache 51 Seiten lang. Die deutschsprachige Übersetzung kam 2004 heraus.
Die Geschichte handelt von Lebensplänen und davon, wie unerwartete Ereignisse oder geplante Eingriffe Möglichkeiten für entscheidende Veränderungen herbeiführen können. Dies wird anhand von zwei weiblichen Figuren unterschiedlichen Alters illustriert, die in der Geschichte an sich aber nicht viel miteinander zu tun haben.

## Handlung
Die erwachsene Protagonistin Johanna setzt ihren Beschluss um, fremde Möbel zu verschicken und sich neue Kleidung zu kaufen. Die jugendliche Protagonistin Edith hatte im Beisein ihrer gleichaltrigen Nachbarin Sabitha durch das Schreiben von fingierten Liebesbriefen eine neue Beziehung für Johanna gestiftet, die die Hausangestellte des Großvaters ist, bei dem Sabitha wohnt. Johanna macht sich aufgrund der Briefe zusammen mit den Möbeln auf die weite Reise nach Saskatchewan, zu einem Mann (Sabithas Vater), den sie einmal zuvor gesehen hat. Aus Anlass der Nachricht von Baby Omar sinnt Edith über die Merkwürdigkeit nach, wie schicksalhaft ihr Fingieren der Briefe und dieses neue Lebewesen zusammenhängen und darüber, was Zukunft bedeuten kann.

## Figuren
| - Johanna Parry, später Johanna Boudreau - „Station agent“ - Mr. McCauley, Arbeitgeber von Johanna Parry - Mrs. Willets, ehemalige und geliebte Arbeitgeberin von Johanna Parry - „Milady herself“, Besitzerin des Kleidungsgeschäfts Milady - Ken Boudreau, Schwiegersohn von Mr McCauley - Sabitha Boudreau, Enkelin von Mr McCauley - Edith Schultz, Nachbarin von Sabitha Boudreau - Roxanne Huber, Tante von Sabitha - Marcelle, Sabithas Mutter / Mr. McCauleys Tochter | - Marcelle's mother, Großmutter von Sabitha, Ehefrau von Mr. McCauley - „Waitress“ - Herman Schultz, Vater von Edith - Mrs. Schultz, Mutter von Edith - „Uncle Clark“, Onkel von Sabitha - Mary Jo, Ferienbekannte von Sabitha - Stan, Ferienbekannter von Sabitha - „A man in front of the garage“ - „A young woman“ - „An older one“ - Omar Boudreau, Sohn von Johanna |

## Interpretationen
Wie viele Werke von Alice Munro sei auch diese Geschichte verblüffend: was ein Salto verändern könne in einem gleichmäßig dahin fließenden Leben. Johanna gebe für die Aussicht auf eine neue Liebe „trocken und ohne Emotion“ ihre Stelle als Haushälterin auf, so Bernhard Keller. Munro erzähle mit charmanter Beiläufigkeit und subtiler Boshaftigkeit davon, wie sich menschliche Sehnsüchte und Hoffnungen sogar mit Hilfe einer „blöden Intrige“ erfüllen können.
Bisher von einer Person geliebt, von einer alten Dame, deren bezahlte Pflegerin sie war, habe Johanna deren Liebe erwidert, ohne sich durch deren Tod betrogen zu fühlen, analysiert Mona Simpson die Ausgangslage in The Atlantic Monthly. Edith wiederum, diejenige, die eine neue Gelegenheit für Johannas Liebe herbeiführt, sei ein weiteres Beispiel eines schlauen Mädchens „from the wrong side of the tracks“, da sie gern Dickens lese, obwohl sie die Tochter eines Schuhmachers sei.
In dieser Geschichte wird aufgezeigt, wie verschieden, offen und nicht vorherbestimmbar Lebenswege sein können, jedenfalls anders als patriarchale Institutionen es vorschreiben, so Klaus P. Stich. Johanna sucht ihren Gral, indem sie zu einem Mann fährt, von dem sie sich für ihr Leben etwas verspricht. Edith nutzt das Lesen, um sich selbst zu entdecken und um prozessorientiert Fragen zu lösen. Für Edith erweist sich ein Küchentisch, an dem die Hausaufgaben erledigt werden, als Ort für die Gralssuche. Bei den Lateinhausaufgaben, die Edith am Ende der Story zu lösen hat, handelt es sich um die erste Zeile einer Ode von Horaz, die die berühmte Aufforderung „Carpe diem“ enthält.
Hateship, Friendship, Courtship, Loveship, Marriage zählt zu denjenigen Werken Munros, in denen es um Briefe geht, die die Eitelkeit oder Falschheit oder sogar die Bösartigkeit ihrer Schreiber demonstrieren, so Margaret Atwood in ihrer zwölfseitigen Einleitung zu Alice Munro's Best.
Munros Meisterschaft wird auch darin deutlich, dass sie auf weniger als einer Seite innerhalb der Short Story das ganze traurige und vereitelte Leben der Inhaberin eines Kleidungsgeschäfts namens Milady's in Dialogen zutage treten lässt, die äußerlich völlig gewöhnlich erscheinen.
Über Munros Art zu schreiben wird oft gesagt, dass sie an bestimmten Stellen mit Epiphanie arbeitet, aber dem hält David Crouse entgegen, dass es in Munros Geschichten nicht um die Personen an sich geht, sondern um eine bestimmte Erkenntnis in ihrem Verhältnis zur Welt. Der Augenblick in Hasst er mich, mag er mich, liebt er mich, Hochzeit, in dem Edith sich Johanna und deren neue Familie vorstellt, kommt zwar recht nah an eine Epiphanie heran. Aber, so argumentiert Crouse, selbst dieser Fall kann fast als eine Gegenbewegung zu Epiphanie angesehen werden, denn es geht hier weniger um ein einschränkendes Sich-Klarwerden als vielmehr um das Hinzugewinnen weiterer Möglichkeiten.

## Ausgaben
- Enthalten in den Sammlungen: Hateship, Friendship, Courtship, Loveship, Marriage (2001, Erstveröffentlichung[8]), No Love Lost (2003), Vintage Munro (2004), Carried Away: A Selection of Stories (2006), Alice Munro's Best: A Selection of Stories (2008) und New Selected Stories (2011).
  - Auf Deutsch enthalten in der Sammlung Himmel und Hölle. Neun Erzählungen. Übersetzung von Heidi Zerning. S. Fischer, Frankfurt am Main 2004, ISBN 3-10-048819-9

## Verfilmung
Mit dem Titel Hateship, Loveship wurde die Geschichte 2002 nach dem Drehbuch von Mark Poirier unter der Regie von Liza Johnson verfilmt; Schauspieler waren Kristen Wiig, Hailee Steinfeld, Guy Pearce, Jennifer Jason Leigh und Nick Nolte. Premiere hatte das Werk am 6. September 2013 auf dem Toronto International Film Festival.